# Хамилтън (Шотландия)
Вижте пояснителната страница за други значения на Хамилтън.
Ха̀милтън (на английски: Hamilton) е град в южната централната част на Шотландия. Населението на града по данни от преброяването през 2001 г. е 48 546 души, а той се нарежда на осмо място в списъка на най-големите градове на Шотландия. Разположен е в района, където се сливат реките Клайд и Ейвън. Има жп гара.

## Спорт
Футболният отбор на града ФК Хамилтън Академикал играе в Шотландската премиър лига, най-висшия ешелон в шотландския футбол.

## Личности
Родени
- Роко Куин (р. 1986), шотландски футболист

## Побратимени градове
- Шателро, Франция